# Porsche 804
La Porsche 804 è una monoposto di Formula 1 costruita dalla scuderia tedesca Porsche per partecipare al campionato mondiale di Formula 1 1962.

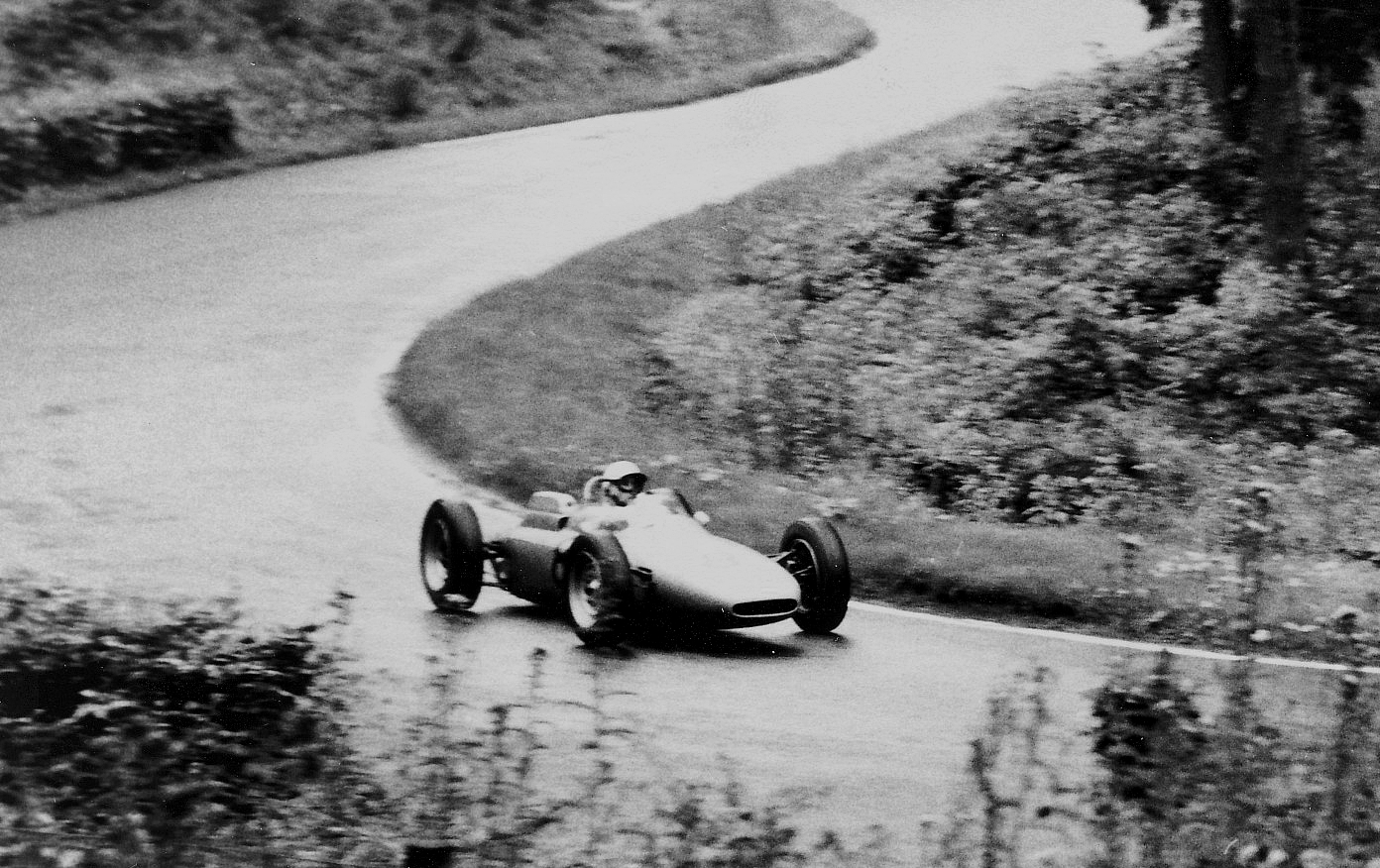
Joakim Bonnier su Porsche 804 al GP di Germania 1962

Il modello succedette alla 718 ed alla 787.
La 804 era equipaggiata con il motore Porsche F8 753, un otto cilindri contrapposti da 1 494,38 cm3 raffreddato ad aria, che sviluppava 180 CV di potenza a 9.200 giri al minuto. Con la 804, la Porsche vinse il Gran Premio di Francia 1962 con Dan Gurney. Questa fu l'unica vittoria della Porsche in Formula 1.